# مقاطعة بارو (جورجيا)
مقاطعة بارو (بالإنجليزية: Barrow County) هي إحدى المقاطعات في ولاية جورجيا في الولايات المتحدة الأمريكية.